# عصيون جابر

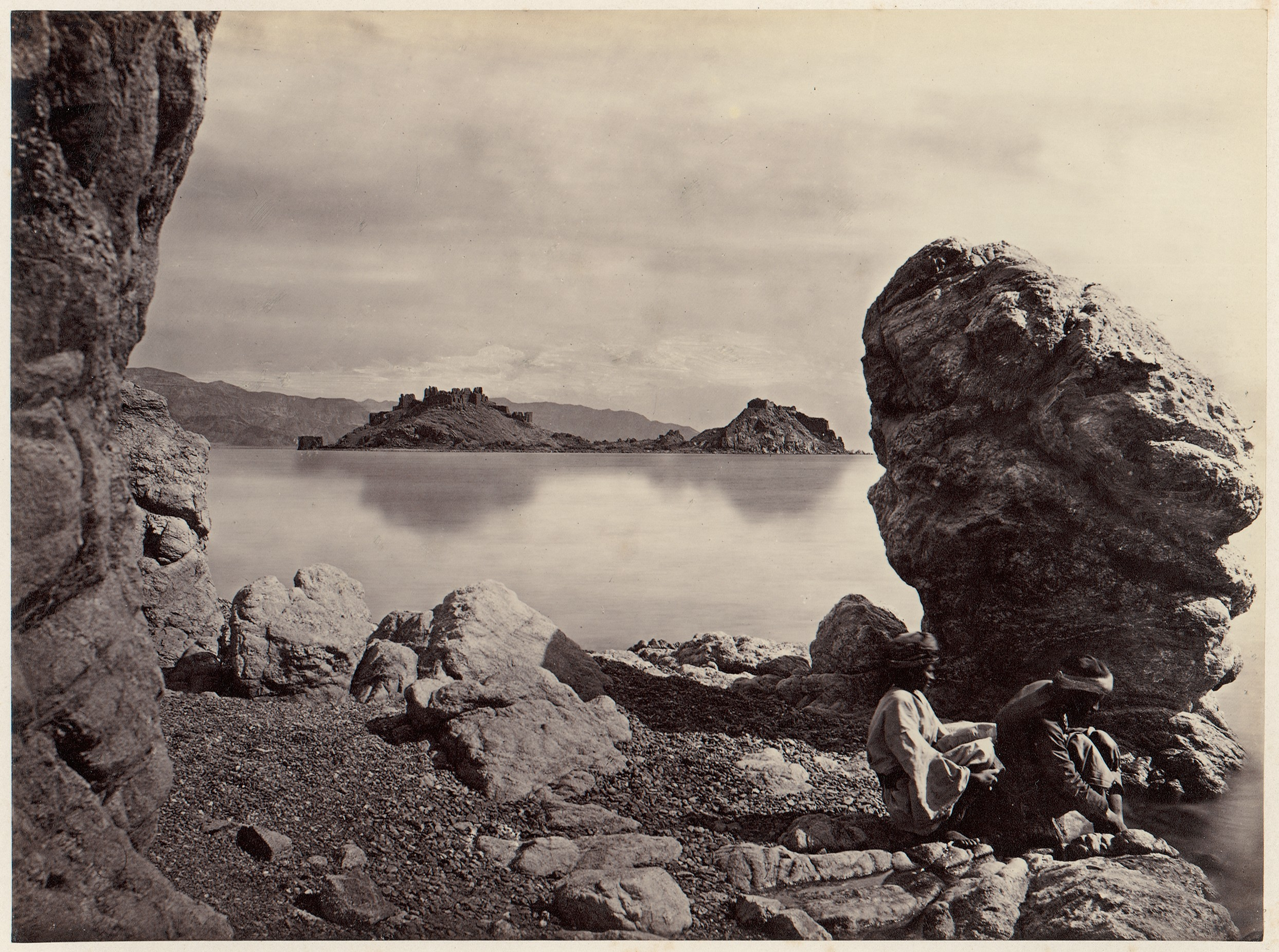
جزيرة فرعون بخليج العقبة بالقرب من عصيون جابر، ميناء الملك سليمان.

عصيون جابر (العبرية الكلاسيكية: עֶצְיֹן גֶּבֶר) هي مدينة بمملكة إدوم ذُكر في الكتاب المقدس، وهو ميناء على الطرف الشمالي من خليج العقبة بين العقبة وإيلات.

## ذكر المدينة
ذكرت عصيون جابر ست مرات في التاناخ، ووفقًا لسفر العدد فهي واحدة من محطات بني إسرائيل في البرية أثناء التيه بعد خروجهم من مصر بين ترحالهم من عبرونة إلى برية صين.
يعتقد أن ذلك المكان هو تل الخليفة، على بعد 500 قدم من ساحل البحر، على منتصف الطريق بين العقبة والطرف الشرقي من خليج العقبة، ومرشراش على الطرف الغربي، وهو في أسفل منحنى محمي بالجانب الشرقي من تلال إدوم. وقد وجدت الاكتشافات الحديثة فيها آثار ازدهار تجاري كبير، مما يدل على أنها كانت مركز تجارة الحديد والنحاس.
بدأت أيام أهميتها النبي سليمان الذي بنى فيها أسطوله في البحر الأحمر. وسيطر على التجارة مع شبه الجزرة العربية عن طريق البر والبحر بواسطة عصيون جابر. ولكن تلك السيطرة ضعفت بعد وفاة سليمان، واستولت عليها مملكة إدوم فيما بعد، ثم عاد الملك فاحتلها منهم وبنى مرفأ إيلات، وكان عصيون جابر الميناء الرئيسي لتجارة مملكة إسرائيل مع الدول المطلة على البحر الأحمر والمحيط الهندي، ووفقًا لسفر السجلات الثاني تعاون يهوشافاط ملك يهوذا مع أخزيا، ملك إسرائيل لصنع سفن في عصيون جابر؛ لكن الله لم يوافق على التحالف، وكُسرت السفن في الميناء.
جاء في سفر الملوك الأول 9: 26:
وَعَمِلَ الْمَلِكُ سُلَيْمَانُ سُفُنًا فِي عِصْيُونَ جَابَرَ الَّتِي بِجَانِبِ أَيْلَةَ عَلَى شَاطِئِ بَحْرِ سُوفٍ فِي أَرْضِ أَدُومَ.
فَأَرْسَلَ حِيرَامُ فِي السُّفُنِ عَبِيدَهُ النَّوَاتِيَّ الْعَارِفِينَ بِالْبَحْرِ مَعَ عَبِيدِ سُلَيْمَانَ،
فَأَتَوْا إِلَى أُوفِيرَ، وَأَخَذُوا مِنْ هُنَاكَ ذَهَبًا أَرْبَعَ مِئَةِ وَزْنَةٍ وَعِشْرِينَ وَزْنَةً، وَأَتَوْا بِهَا إِلَى الْمَلِكِ سُلَيْمَانَ.